# Кабанельяс, Мигель
Миге́ль Кабане́льяс Ферре́р (исп. Miguel Cabanellas Ferrer; 1 января 1872, Картахена — 14 мая 1938, Малага) — испанский военный деятель, генерал. Участник гражданской войны в Испании 1936—1939 годов.

## Семья и образование
Полное имя — Мигель Мануэль Виргилио Хоакин Кабенальяс Феррер. Родился в семье Виргилио Кабанельяса Тапиа, капитана пехотного полка Марины, и Клары Феррер Риттваген. Окончил со степенью бакалавра колледж Теклы и пехотное училище. 24 мая 1894 года вступил в брак и спустя несколько дней был направлен на службу на Кубу, бывшую тогда испанской колонией.

## Военная служба
2 ноября 1894 года в чине младшего лейтенанта впервые участвовал в бою с кубинскими повстанцами, добивавшимися независимости своей страны. 23 августа 1895 года, уже в чине лейтенанта, отличился в бою у Сабана де Сан Серапио, за что награждён медалью за военные заслуги первого класса. 1 декабря 1896 года получил новую награду за храбрость, проявленную в бою у Тумба дель Тезоро. Выздоровев после тяжёлой болезни (лихорадки), 1 октября 1897 года был произведён в капитаны.
Следующий чин — майора — Кабанельяс получил за участие в боевых действиях в Марокко в 1909 году, также он был награждён крестом Военных заслуг и орденом Марии Кристины первого класса. В 1910 году выступил с инициативой создания марокканских стрелковых частей из местного населения (Fuerzas Regulares Indígenas), позднее успешно участвовавши в защите Мелильи и Лараче. 15 мая 1911 года командовал тремя эскадронами «регулярес», вскоре получил очередное повышение по службе.
В июле-августе 1921 года испанские войска потерпели ряд существенных поражений в Марокко (в частности, их войска были разгромлены при Анвале), что привело к угрозе потери Мелильи. Кабанельяс командовал одной из колонн во время контрнаступления, снявшего угрозу Мелилье и восстановившего контроль испанцев над частью утраченной территории (в частности, были отвоёваны Монте-Аруит и Зелуан). Тяжёлые поражения испанской армии в Марокко привели к созданию офицерских «хунт обороны», в деятельности которых приняли участие многие военнослужащие, в том числе Кабанельяс (бывший уже бригадным генералом), Франсиско Франко, Эмилио Мола и другие. В январе 1922 года правительство резко ограничило деятельность хунт. В мае 1922 года Кабанельяс был переведён на службу в Испанию.
В 1924 году был произведён в дивизионные генералы и назначен военным губернатором Балеарских островов. 26 июля 1926 года из-за конфликта с диктатором Примо де Риверой Кабанельяс был отправлен в резерв. В этот период он придерживался либеральных и республиканских политических взглядов, участвовал в заговорах против диктатуры и в восстании 1929 года. После свержения монархии в апреле 1931 года Кабанельяс был восстановлен на действительной службе и назначен генерал-капитаном в Андалусии, где активно боролся за восстановление порядка. Затем он был командующим испанскими войсками в Марокко, а в 1932 году сменил Хосе Санхурхо на посту генерального директора Гражданской гвардии.
В 1933 году генерал Кабанельяс был избран депутатом кортесов (парламента) от центристской Республиканской Радикальной партии, возглавля комиссию по обороне. В 1936 году правительство победившего на выборах Народного фронта вернуло Кабанельяса в армию — генерал занимал должности генерального инспектора карабинеров, вновь генерального инспектора Гражданской гвардии, а затем командира пятой дивизии в Сарагосе. Из-за своих либеральных взглядов, а также в связи с членством в масонской ложе (наряду со многими сторонниками республики) Кабанельяс пользовался доверием республиканского правительства. Однако в это же время он принимал участие в подготовке военного заговора, совместно с правыми генералами Франко и Мола. Существуют разные мнения о степени вовлечённости Кабанельяса в заговор, но сам факт его участия является общепризнанным. Генерал Мола считал Кабанельяса кандидатом на пост военного министра будущего правительства.

## Участие в гражданской войне
После начала военного выступления 17 июля 1936 года Кабанельяс некоторое время проявлял осторожность, но уже вскоре объявил о поддержке националистов, обеспечив им контроль над Сарагосой. Приказал арестовать около 360 деятелей Народного фронта, включая гражданского губернатора, а также прибывшего в город генерала Мигеля Нуньеса де Прадо, только что назначенного генеральным инспектором авиации (вскоре он был отправлен в Памплону к генералу Моле и там расстрелян).
Первоначально националисты рассчитывали, что их возглавит находившийся в эмиграции генерал Хосе Санхурхо, но он погиб в авиакатастрофе 20 июля 1936 года. В этой ситуации военные лидеры, выступившие против республики, 23 июля договорились создать орган коллективного руководства — военную хунту, председателем которой стал Кабанельяс, получивший эту должность как старший по возрасту и служебному стажу дивизионный генерал, принявший участие в выступлении. Однако его влияние было невелико и, в основном, ограничивалось символическими функциями; кроме того, он оказался лишён возможности непосредственно влиять на ситуацию в воинских частях. В августе 1936 года Кабанельяс подписал указ о замене трёхцветного красно-жёлто-фиолетового республиканского флага на традиционный монархический красно-жёлтый.

## В кинематографе
- 2019 Пока идет война / Mientras dure la guerra. В роли Тито Вальверде.